# اوکلیف پلنتیشن (فلوریدا)
اوکلیف پلنتیشن، فلوریدا (انگلیسی: Oakleaf Plantation, Florida) یک جامعه برنامه‌ریزی شده در ناحیه جکسون‌ویل است که در محدوده شهر جکسون‌ویل واقع شده‌است و در (شهرستان دوآل) و در شهرستان کلی ثبت نشده. علاوه بر این یک مکان تعیین شده برای سرشماری است که جمعیت آن در سال ۲۰۱۰ قریب به ۲۰٬۳۱۵ نفر بوده‌است.